# 635478 Fotonikalv
635478 Fotonikalv este o planetă minoră (asteroid) din centura de asteroizi. A fost descoperită pe 4 septembrie 2013 la Baldone⁠(d) de . 
Obiectul prezintă o orbită caracterizată de o semiaxă mare de 3,0260162987247 UAi, o excentricitate de 0,07996310649468, o înclinație de 9,0613475084506 ° în raport cu ecliptica.